# Haganah (schip, 1943)
De Haganah (Hebreeuws: הגנה) was een in 1943 gebouwd schip. In 1946 maakte het onder de vlag van Panama twee reizen in de Aliyah Bet, de illegale immigratie van Joden naar het Mandaatgebied Palestina. Tijdens de eerste reis voer het onder de naam Balboa.

## Geschiedenis
De Mossad Le'Aliyah Bet, een afdeling van de jisjoev-militie de Hagana, kocht een klein aantal schepen in de Verenigde Staten en Canada. Van de Koninklijke Canadese marine werden twee afgedankte korvetten van hetzelfde type gekocht, elk met een tonnage van 980. Deze schepen, de HMCS Beauharnois en de HMCS Norsyd, waren de eerste Amerikaanse schepen die in de Aliyah Bet werden ingezet. Voor de bemanning van beide schepen had de Mossad Le'Aliyah Bet Joodse vrijwilligers in de Verenigde Staten gemonsterd.

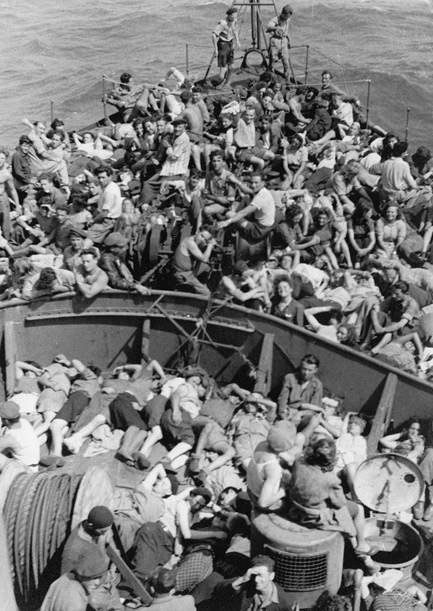
Immigranten aan boord van de Balboa

De Norsyd werd omgedoopt in de Balboa; volgens de officiële lezing was het een schip van de UNRRA, een hulporganisatie van de Verenigde Naties. In april 1946 vertrok het vanuit New York naar de Franse havenstad Marseille, waar het door Palyamniks gereed werd gemaakt voor het vervoer van vluchtelingen.
Op 20 juli vertrok het schip met 999 vluchtelingen aan boord en het voer tot zo'n 80 kilometer voor de Palestijnse kust. Hier werden de opvarenden overgezet op het Turkse Aliyah Betschip de Biriah, waarop de Balboa naar de Joegoslavische havenstad Bakar voer. De Biriah werd door de Britten onderschept, waarna de opvarenden werden gedeporteerd naar het interneringskamp Atlit.
Op 24 juli maakte de Balboa zijn tweede reis richting Palestina, ditmaal met 2678 immigranten aan boord. Onderweg werd het schip herdoopt in de Haganah. Nabij Cyprus begaf de motor het, waar de Royal Navy het oppikte en naar Palestina liet slepen. Op 2 augustus kwam de Haganah in Haifa aan

### Israëlische marine
Na de Israëlische onafhankelijkheidsverklaring van 14 mei 1948 verlieten de Britten Palestina en kwam de Haganah in het bezit van het Israëlisch defensieleger. Het schip deed nog tot 1955 dienst in de Israëlische marine onder de naam INS Haganah Q-20.